# Каракол (река, впадает в Иссык-Куль)
Каракол (кирг. Каракол; в верхнем течении — Кёльтор) — река в Кыргызстане, течёт по территории Аксуйского района Иссык-Кульской области. Впадает в озеро Иссык-Куль.
Длина реки составляет 50 км. Площадь водосборного бассейна равняется 394 км². Среднемноголетний расход воды — 6,6 м³/с. В бассейне реки 4 озера.
Исток реки находится в ледниках хребта Терскей-Алатау. В нижнем течении пересекает город Каракол. Впадает в залив Пржевальского восточной оконечности Иссык-Куля на высоте 1608 м над уровнем моря.